# Classe Takanami
La classe Takanami della Forza marittima di autodifesa giapponese è costituita da cinque cacciatorpediniere multiruolo che sono una versione migliorata della precedente classe Murasame.
Queste unità sono state costruite dal 2000 al 2006, principalmente dal gruppo industriale Ishikawajima-Harima Heavy Industries, e in parte da Mitsubishi Heavy Industries. Il varo della nave capoclasse è avvenuto il 26 luglio 2001. 
Insieme alle classi Murasame, Akizuki e Asahi ha rappresentato la componente fondamentale dei cacciatorpediniere multiruolo della Fleet Escort Force (in giapponese Goei Kantai) della Forza marittima di autodifesa.

## Progetto
Il progetto dei cacciatorpediniere multiruolo della classe Murasame, anche chiamata programma 03DD, prevedeva la costruzione di 14 navi, ma durante la loro realizzazione, si decise di modificare le ultime 5 unità, ottenendo di fatto una sottoclasse, chiamata classe Takanami.

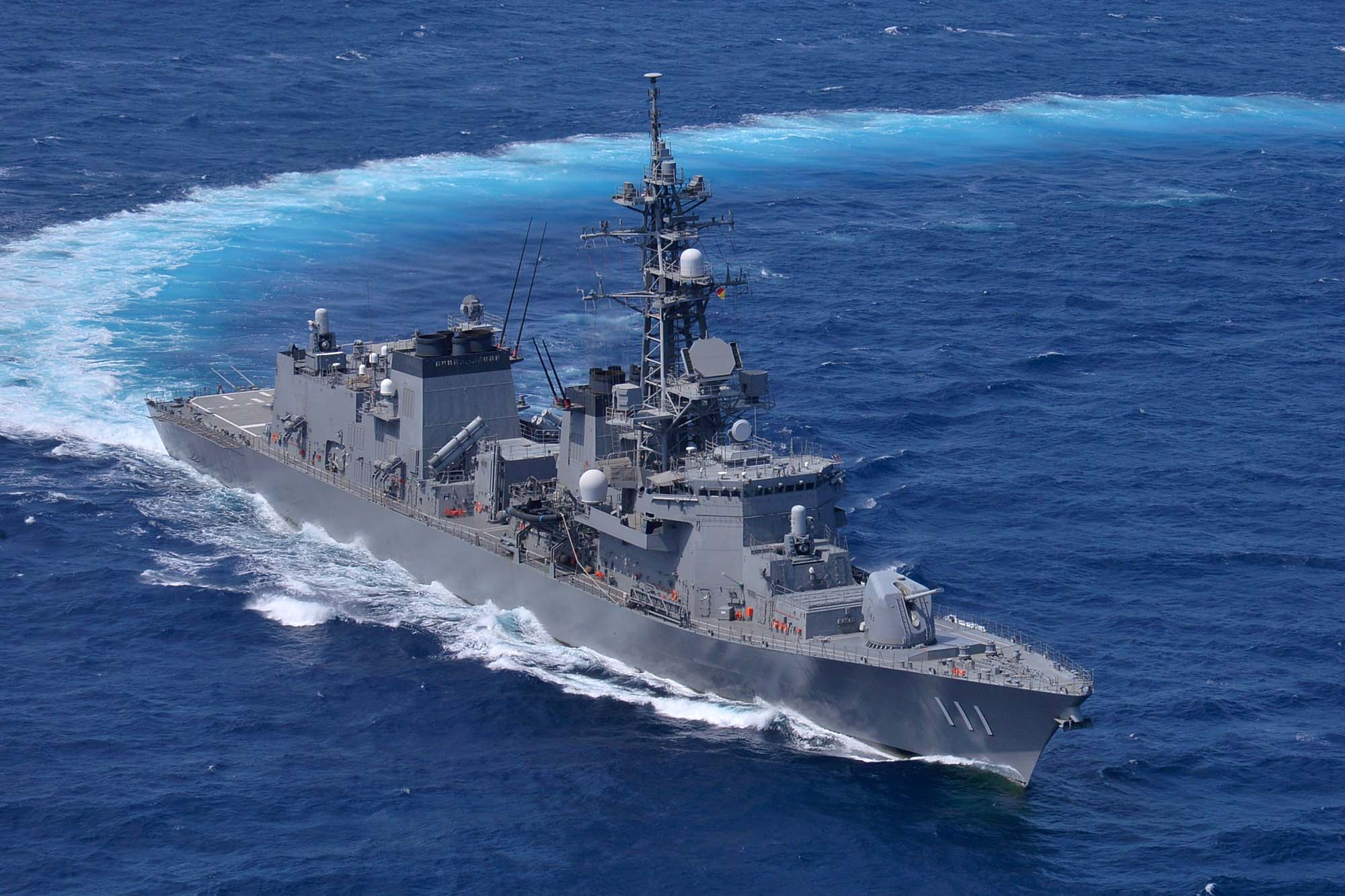
Il cacciatorpediniere Onami mentre manovra ad alta velocità.

Questo nuovo programma fu indicato con la sigla 10DD, dalla data del decimo anno dell'era Heisei, equivalente al 1998, quando venne approvato e finanziato, e dalle lettere DD che indicano i cacciatorpediniere multiruolo. L'unità capoclasse fu varata il 26 luglio 2001, entrando in servizio il 12 marzo 2003.

## Caratteristiche tecniche
I cacciatorpediniere Takanami sono un potenziamento della precedente classe Murasame, con soltanto alcune modifiche alla struttura e all'armamento. Le dimensioni sono perciò uguali, con una lunghezza di 151 metri e una larghezza di 17,4 metri. Invece il dislocamento è leggermente aumentato , arrivando a un dislocamento standard di 4.650 tonnellate, e a pieno carico di 6.300 tonnellate. 
L'aumento di peso è da attribuire all'installazione del più grosso cannone da 127 mm, che ha comportato anche modifiche alle paratie interne e al deposito munizioni. Un'altra modifica è stata effettuata sistemando il lanciatore verticale soltanto a prua, aumentandone il numero di celle e le dimensioni, ed eliminando quello al centro della nave.
L'impianto propulsivo è rimasto invariato, ed è identico a quello dei Murasame. Invece qualche aggiornamento è stato effettuato agli impianti elettronici, e in particolare ai computer.

## Dotazione elettronica
Il radar di scoperta aerea è un radar 3D a scansione elettronica OPS-24B in banda L, prodotto da Mitsubishi Electric, e dotato di una portata di 200 km. Invece il radar di scoperta di superficie è un OPS-28D, che è un radar a impulsi Doppler in banda C, sviluppato da Japan Radio Company (JRC). Infine il radar di navigazione è un OPS-20 in banda X prodotto da Japan Radio Company.

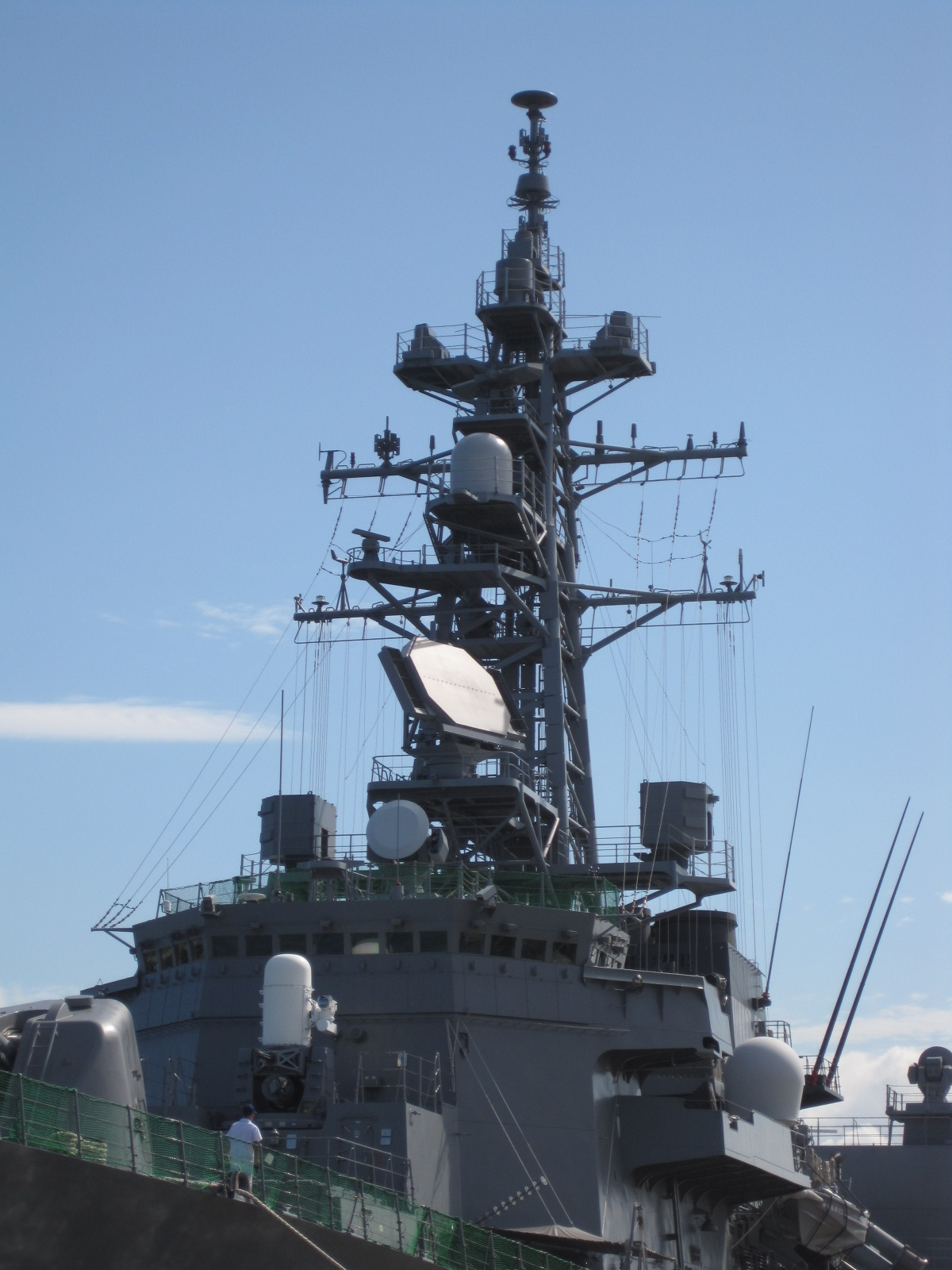
L'imponente albero a traliccio del Suzunami con i radar e la numerosa dotazione elettronica.

Il centro informazioni di combattimento (CIC) è posizionato sul secondo ponte della nave, e impiega un dispositivo di elaborazione tattica delle informazioni OYQ-9. Per il controllo del tiro è impiegato il sistema FCS÷2-31B di produzione giapponese.

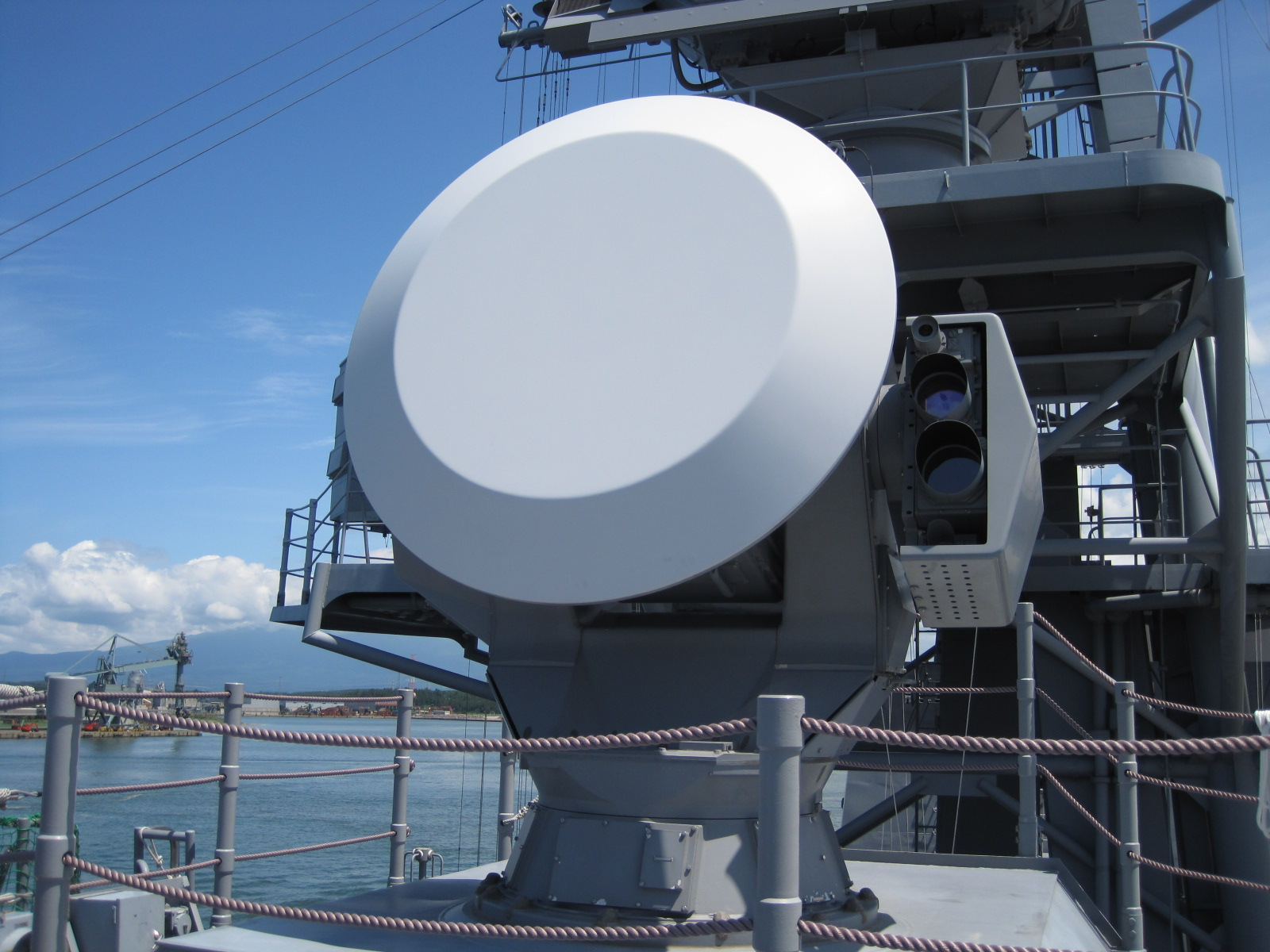
L'antenna radar del sistema di controllo del tiro FCS-2-31B.

I collegamenti satellitari sono garantiti da un dispositivo SUPERBIRD B2. Per la guerra elettronica è utilizzato il sistema NOLQ-3 che consente di disturbare le onde radio oppure di individuarne l'emissione e la direzione. Sono disponibili anche lanciatori di esche del tipo chaff, sparate da un dispositivo Mk. 137. 
Per la guerra sottomarina sono utilizzati il sonar a scafo OQS-5 e il sonar trainato (TAS) OQR-2.

## Armamento
Il pezzo principale dell'artiglieria è costituito da un cannone Oto Melara 127/54 mm Compatto con capacità antiaerea, navale e costiera contro bersagli terrestri. Quest'arma ha sostituito il più piccolo Oto Melara da 76 mm che era installato sui Murasame, fornendo così una maggiore potenza di fuoco. 

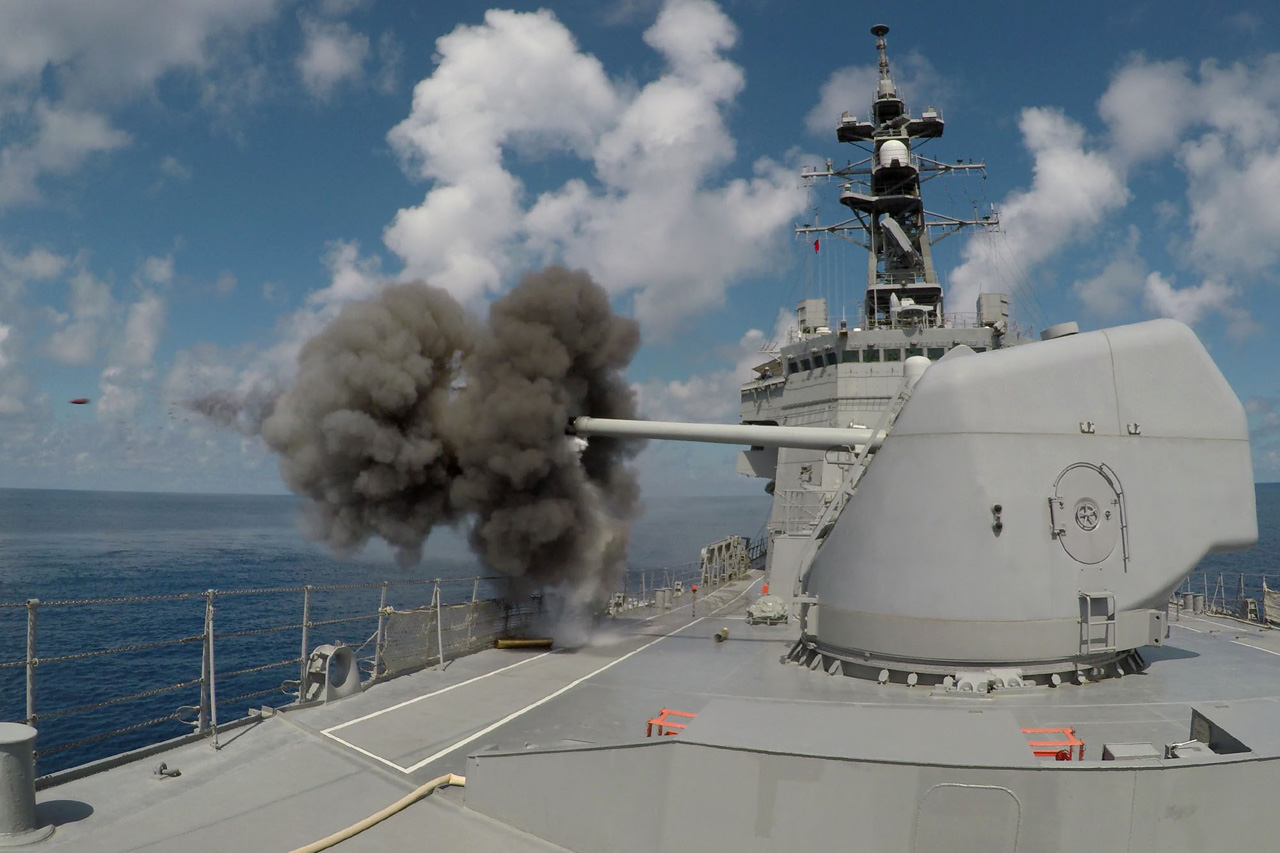
Il cannone Oto Melara da 127 mm.

Per la difesa di punto sono installati due sistemi Phalanx CIWS con capacità antimissile e antisuperficie. 
Al centro della nave sono montati due lanciatori quadrupli per missili antinave Type 90 prodotti da Mitsubishi Heavy Industries.

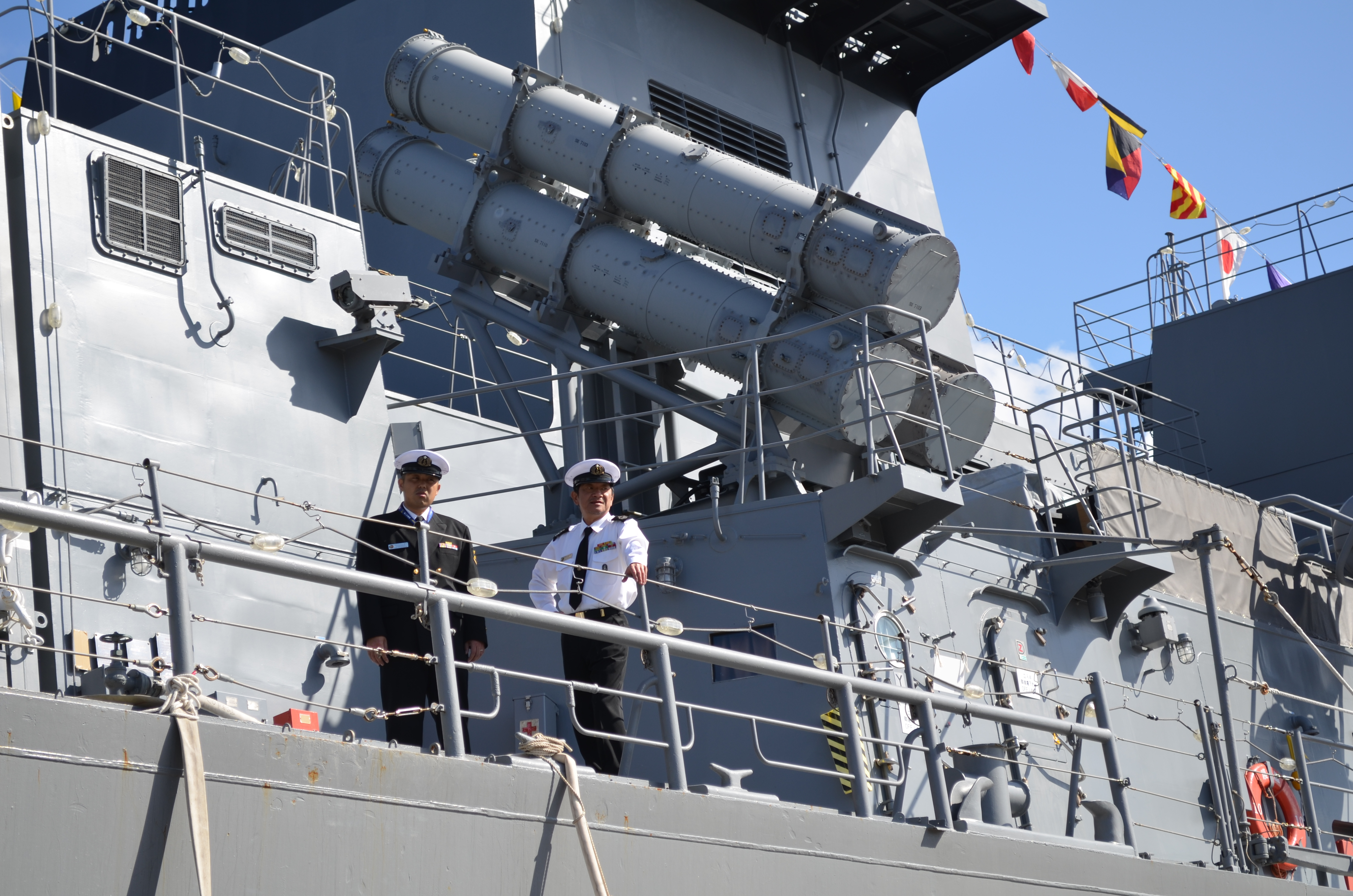
Il lanciatore dei missili antinave Type 90.

Un lanciatore verticale Mk. 41 con 16 celle è installato a prua, ed è dotato di missili antisom VL-ASROC RUM-139 e missili antiaerei ESSM. Questa sistemazione ha sostituito i due lanciatori da 16 celle che nei Murasame erano posti separatamente a prua e al centro della nave. 
Inoltre sono disponibili due gruppi di lanciasiluri tripli Type 68 da 324 mm nella versione HOS-302 in grado di utilizzare i siluri Mk. 46 e Type 73.